# Manuel Lopes (Cabo Verde)
Manuel Lopes es una localidad caboverdiana del municipio de Porto Novo.

## Geografía
La localidad está situada en la isla Santo Antão.

## Organización territorial
La localidad abarca los lugares y barrios de:
- Chã de Baixo
- Chã de Casa
- Dogoi
- Lar
- Seladinha
- Titano